# Naturgegenstand
Der Ausdruck Naturgegenstand, Naturobjekt oder Naturding (lat. res naturae) wird bisweilen in der Epistemologie oder Ontologie verwendet zur Bezeichnung eines konkreten materiellen Objektes.
Dabei können unter anderem folgende Näherbestimmungen durch Abgrenzungen zu Gegenbegriffen vorliegen:
- "Naturgegenstand" als Gegensatz zum Kunstprodukt bzw. Artefakt, also zu einem Objekt, das nicht in der Natur vorliegt, sondern erst durch Anwendung von Kultur bzw. Technik hervorgebracht wird.[1]
- "Naturgegenstand" als Gegensatz zum Erkenntnisgegenstand, der ein Ding bezeichnet, insofern es seinem Wesen nach durch den Verstand erkannt bzw. klassifiziert wird.[2]
- "Naturgegenstand" als Gegenbegriff zu nicht naturalistisch bzw. nicht naturwissenschaftlich beschreibbaren Gegenständen, ggf. verbunden mit einer Abgrenzung von Natur als Bereich materieller Objekte von Mentalem, sofern Materie und Geist als sich ausschließende ontologische Kategorien verstanden werden.[3]
- "Naturgegenstand" als Gegenbegriff zu gedanklichen Konstrukten, fiktiven Objekten[4] und Chimären[5].